# Iglesia de Nuestra Señora de Pompeya (Santiago de Chile)
La Iglesia de Nuestra Señora de Pompeya es un templo parroquial de culto católico bilingüe (en español e italiano) ubicado en la comuna chilena de Providencia, en el límite comunal con Ñuñoa frente al Parque Bustamante. Fundada en sus orígenes como la sede de la Parroquia Italiana de Santiago, en la actualidad pasó a ser la sede de la Parroquia Latinoamericana, o también conocida popularmente como la «parroquia de los migrantes». Es administrada por la congregación de los Scalabrinianos. 

## Historia
Los inicios de esta iglesia se remontan a la llegada de los inmigrantes italianos a la capital chilena. En 1968, misioneros italianos de la Congregación de San Carlos Borromeo llegaron a Chile y se asentaron frente al Parque Bustamente, por peticiones expresas de la comunidad italiana residente en la ciudad que residía en las cercanías, próximos al actual Barrio Italia. La iglesia fue inaugurada el 19 de marzo de ese mismo año, oficiando misas en español e italiano, por lo que fue reconocida como la Parroquia Italiana de Santiago, aunque manteniéndose como una parroquia territorial.
A fines de los años 1990, los scalabrianos abrieron en la parroquia una casa de acogida para inmigrantes peruanos, especialmente para mujeres embarazadas y en situación de vulnerabilidad. Teniendo en consideración esto, en el año 2003, el Cardenal Francisco Javier Errázuriz creó la Parroquia Personal para Migrantes Latinoamericanos en Santiago, estableciendo como su sede la Iglesia de Nuestra Señora de Pompeya, dejando de ser una parroquia territorial. Esto se debió a la publicación por el Consejo Pontificio para la pastoral de los emigrantes e itinerantes de la instrucción Erga migrantes caritas Christi, la cual entregó instrucciones sobre el comportamiento de los católicos en relación con la migración en todo el mundo, documento que fue aprobado por el Papa Juan Pablo II al año siguiente.

## Actividades
Dentro de sus actividades, la parroquia pretende hacer una efectiva integración social de los inmigrantes católicos de América Latina que residen en Chile. Realizan las celebraciones de los santos patronos de cada comunidad migrante y también celebran las fiestas nacionales de cada país del que provienen, conviviendo de manera armoniosa todos los inmigrantes en compañía de los fieles chilenos que también acuden a los festejos. Asimismo, la comunidad italiana celebra su Fiesta Nacional de la República en junio de cada año en esta misma iglesia.
Los domingos se realizan cuatro servicios religiosos: la misa en italiano en la mañana, la misa de integración latinoamericana pasado el mediodía y dos misas tradicionales y en español por la tarde.

## Galería

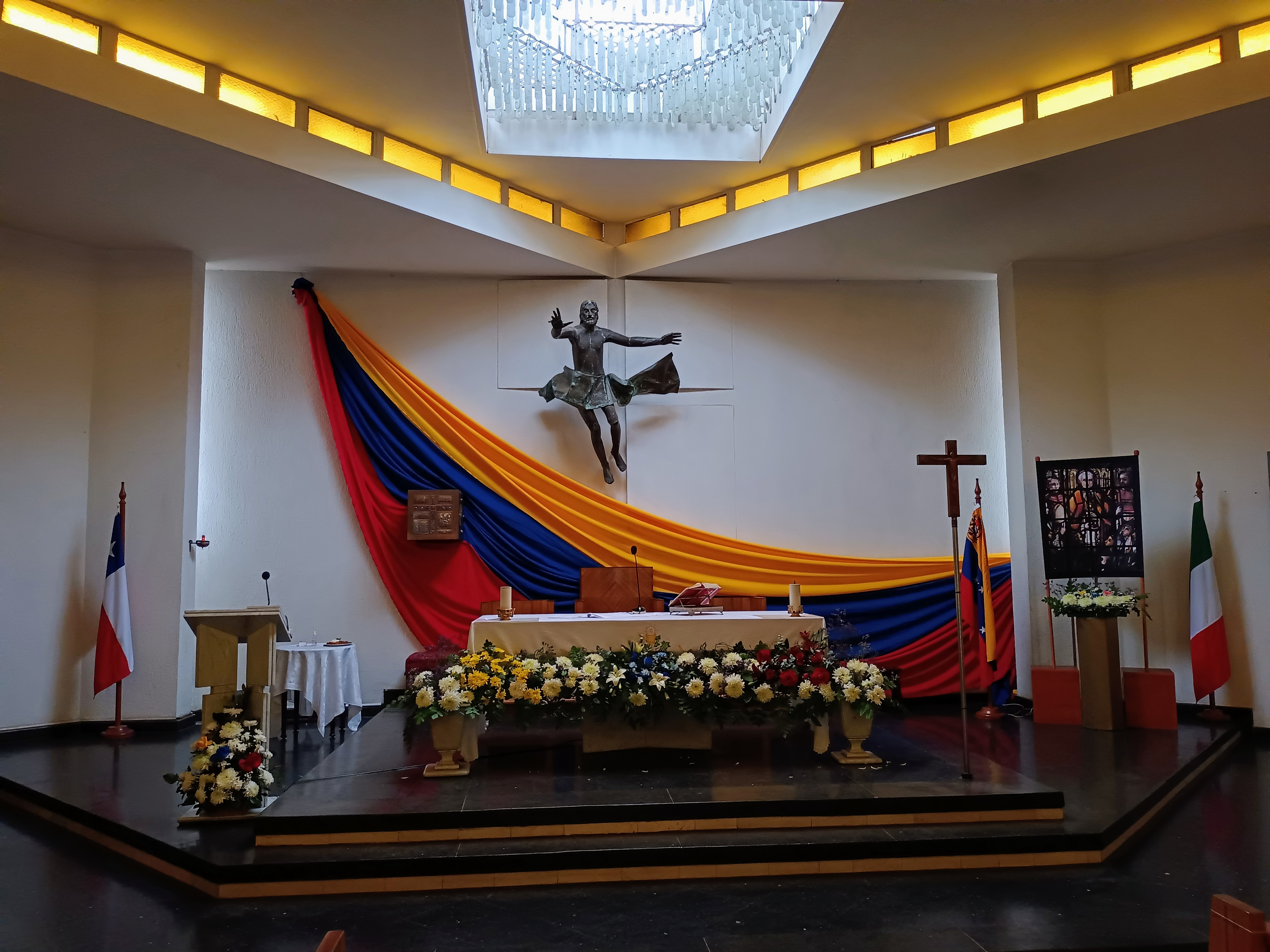
Altar decorado para la celebración del 123° Aniversario de la Consagración de Venezuela al Santísimo Sacramento
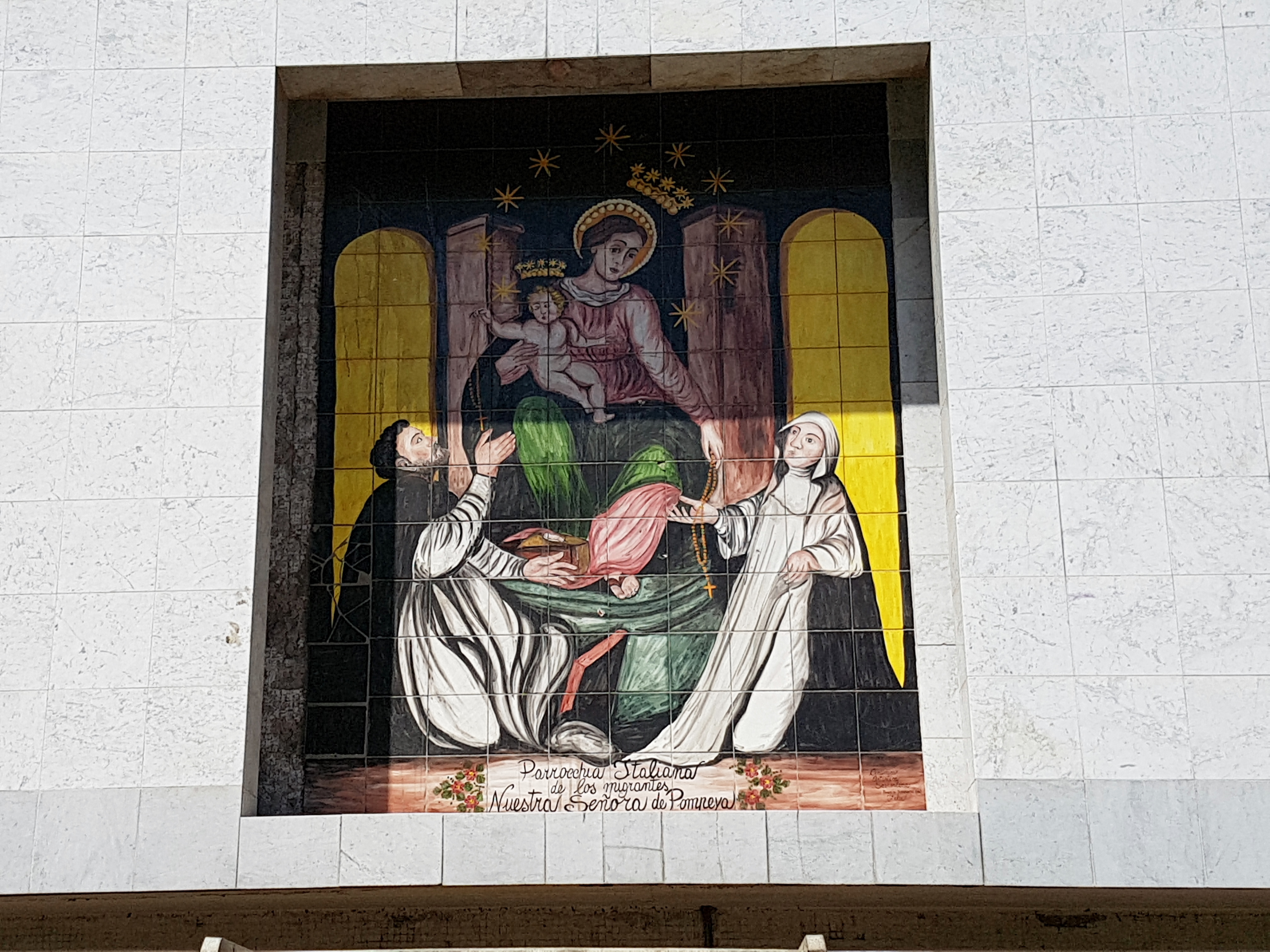
Mosaico en el frontis de la iglesia de Nuestra Señora de Pompeya
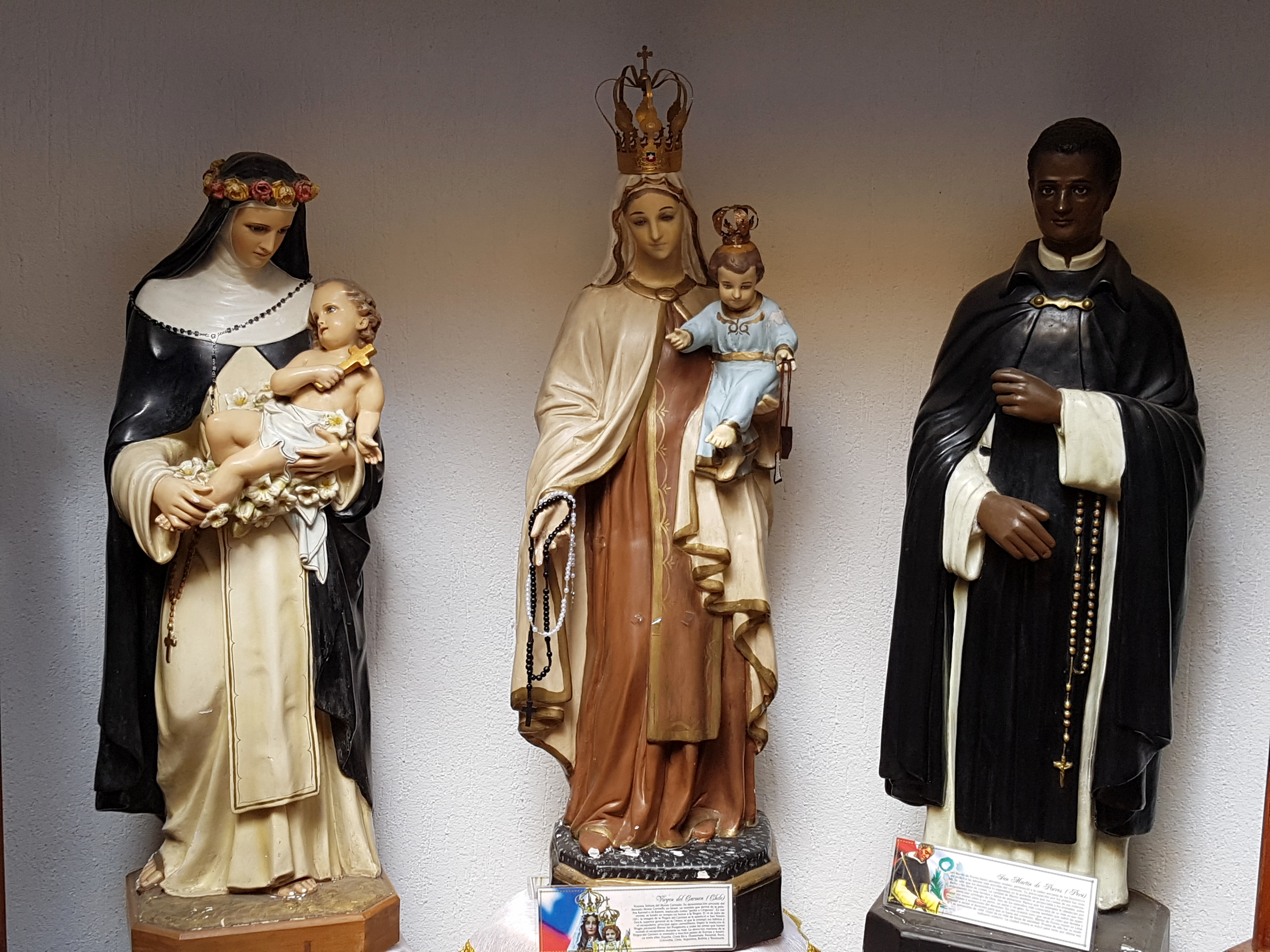
Los santos de la comunidad peruana Santa Rosa de Lima y San Martín de Porres junto a la Virgen del Carmen, patrona de Chile
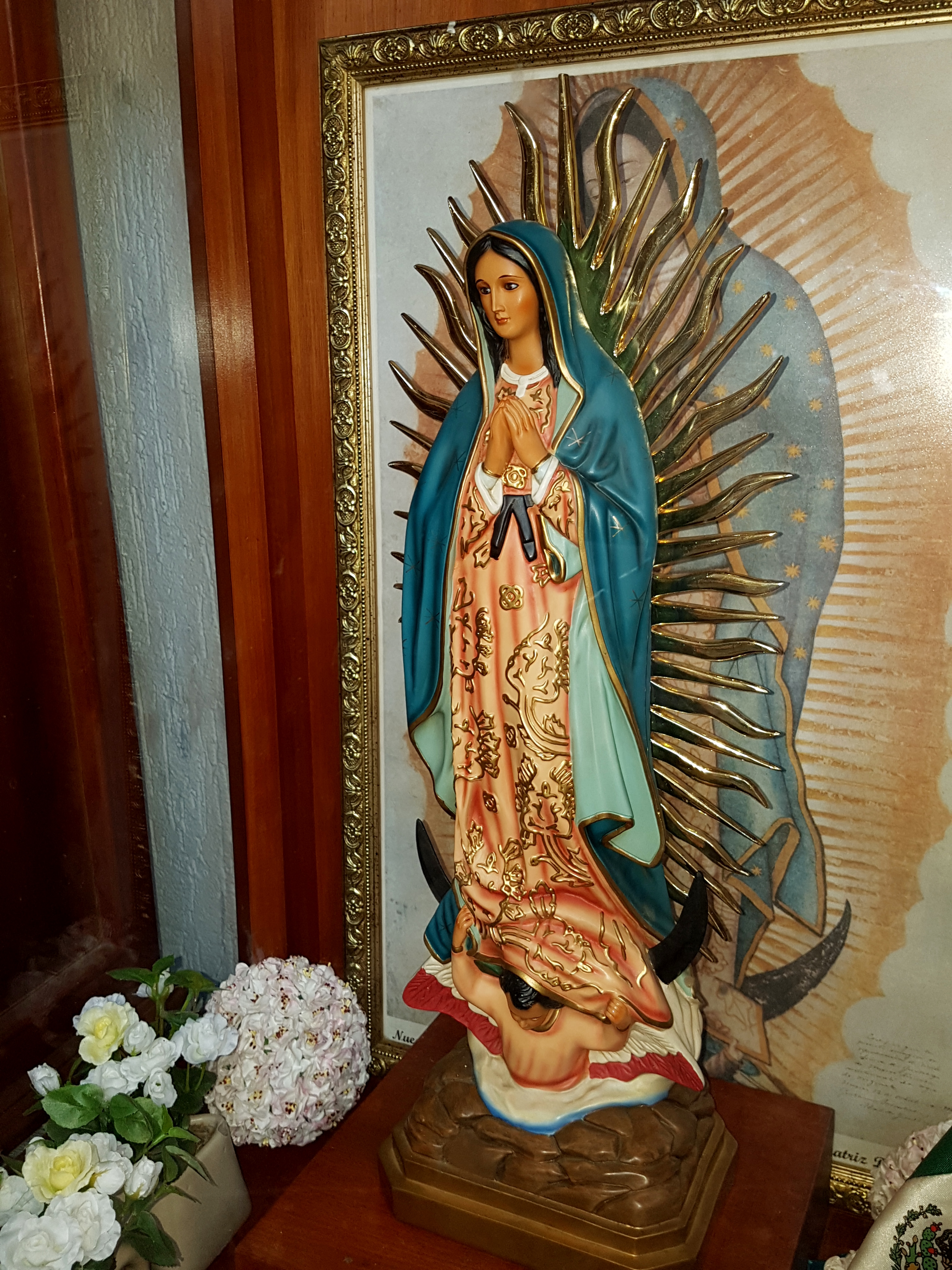
Nuestra Señora de Guadalupe perteneciente a la diáspora mexicana
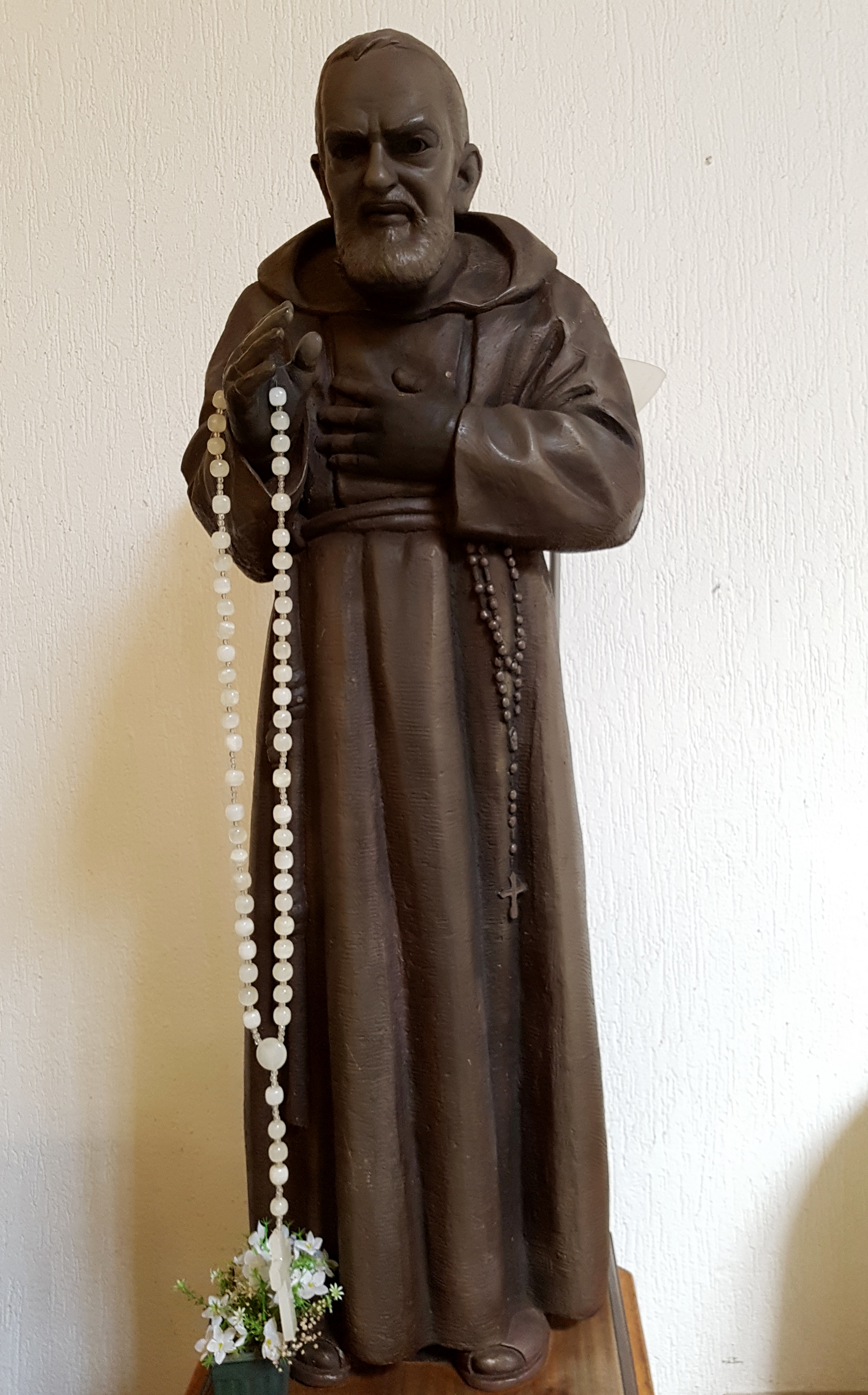
Imagen del padre Pío
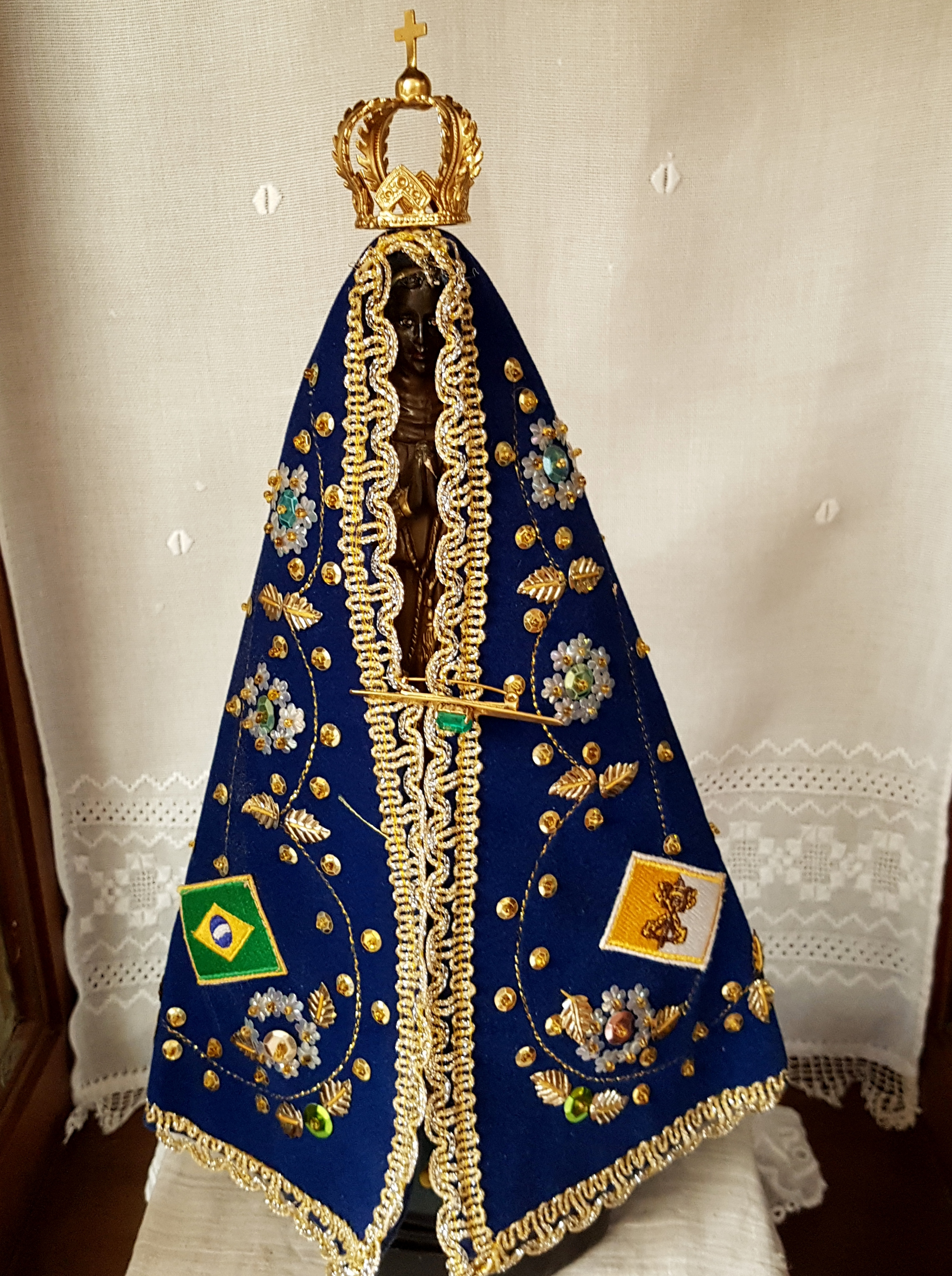
Nuestra Señora de la Concepción Aparecida de la comunidad brasileña residente